# Missione Terra
Missione Terra (Mission Earth) è una serie di dieci romanzi di fantascienza scritta da L. Ron Hubbard nel 1981 pubblicata da Bridge Publications Inc. a partire dal 1985. Il secondo volume fu nominato per l'Hugo Award nella categoria "migliore romanzo" nel 1987.

## Storia editoriale
Hubbard, fondatore di Scientology, concepì l'opera come un unico romanzo e non come una serie, tuttavia procedendo con la scrittura si rese conto che l'imponente mole del manoscritto (che alla fine conterà circa 4.000 pagine per un totale di oltre 1.200.000 parole), avrebbe reso l'opera troppo corposa per poter essere pubblicata in un unico volume, pertanto la adattò per pubblicarla in dieci volumi. Il primo libro fu intitolato Invaders Plan (Gli invasori tramano nell'edizione italiana) e fu pubblicato nell'ottobre del 1985. Hubbard morì nel gennaio 1986, tre mesi dopo la pubblicazione del primo volume. Gli altri libri della serie furono pubblicati postumi.
Il secondo libro Black Genesis (Genesi nera nell'edizione italiana) è stato pubblicato nel marzo 1986 ed è stato inserito tra i finalisti del Premio Hugo per il miglior romanzo nel 1987 ma non vinse a discapito di Il riscatto di Ender. La serie si concluse nel novembre 1987 con la pubblicazione del volume conclusivo. La serie ottenne un grande successo commerciale e quasi tutti i dieci libri entrarono nella lista dei bestseller del New York Times. In Italia la pubblicazione dell'opera è iniziata nel 1988 e si protrasse a fasi alterne concludendosi dieci anni dopo nel 1998.

### Controversia sulle vendite
I libri della serie Missione Terra ottennero un grande successo commerciale, soprattutto i primi volumi della saga raggiunsero anche la vetta della lista dei libri più venduti del New York Times. Nonostante l'alto numero certificato di copie rimane il dubbio su quanto effettivamente ciò corrisponda al reale gradimento dell'opera presso il pubblico. Un gran numero di venditori e parecchi ex-scientologist affermano che in occasione delle uscite del libro la Chiesa di Scientology organizzava periodicamente degli "acquisti di massa" da parte dei propri fedeli nelle librerie utilizzate per stilare le classifiche di vendita. Tale pratica era stata seguita anche al momento della pubblicazione di Battaglia per la Terra per poter permettere al fondatore della chiesa di figurare come autore di successo in cima alle classifiche di vendita.

## Trama
I libri sono scritti sotto forma di confessioni private di Soltan Gris, un agente del Coordinated Information Apparatus ("CIA") della Confederazione Voltar. Ogni libro inizia con un disclaimer da parte di Lord Invay, il capo censore, che nega la reale esistenza del pianeta Terra e dichiara che la storia è solo frutto di finzione, nonostante la presenza di personaggi reali come Jettero Heller e la Contessa Krak
La Confederazione Voltar desidera conquistare il pianeta Terra, considerandolo una importante base sulla strada per l'invasione del centro della galassia. La conquista definitiva del pianeta è prevista per circa cento anni nel futuro, tuttavia il Gran Consiglio dei Voltar teme che la terra in questo arco di tempo possa autodistruggersi a causa dell'inquinamento e delle guerre nucleari, danneggiando il piano di conquista del Voltar. Al comandante Jettero Heller, incorruttibile e abilissimo militare, viene pertanto assegnata una importante missione: raggiungere il pianeta Terra (viene scelta New York come destinazione) ed investigare sulle probabilità e sui tempi con cui la Terra sia sul punto di autodistruggersi. Heller è inconsapevole che durante la missione verrà monitorato e che alcune fazioni dei Voltar vogliono che la sua missione fallisca.
All'insaputa di Heller, sulla Terra è situata anche la base segreta dell'Apparatus, una organizzazione guidata dal malvagio e diabolico Lombar Hisst. Hisst desidera prendere il controllo dell'intero impero dei Voltar e per riuscire nel suo intento importa dalla Terra sostanze stupefacenti e le usa per controllare gli aristocratici a capo del governo di Voltar. Per poter proseguire con il suo piano ed evitare di essere scoperto, Hisst ha bisogno che la missione di Heller fallisca e, grazie ai politici in suo controllo, riesce ad assegnare il sadico, codardo e avaro Soltan Gris al compito di supervisionare la missione di Heller, con l'intento segreto di sabotarla il più possibile ed assicurarne il fallimento. Quasi tutta la storia è raccontata proprio dal punto di vista dell'agente Gris, con particolare enfasi sulle situazioni comiche che si vengono a creare grazie ai suoi maldestri tentativi.
Nel corso delle sue avventure Gris si ritroverà invischiato in diversi affari, tra queste la vicenda di un carico di dodici tonnellate di oro che cerca di rubare e riciclare in una banca svizzera. Diventerà inoltre prigioniero di due donne lesbiche affette da misandria che lo tortureranno in modo crudele ma da cui alla fine riuscirà a liberarsi "curando" anche la loro omosessualità abusando sessualmente di loro. Proseguendo con la storia Gris si ritroverà più volte ad aver perso tutti i propri averi e a doversi ingegnare per fuggire dai creditori, sarà invischiato in una relazione sessuale con una ninfomane teenager da cui farà fatica a liberarsi, dovrà vedersela con un sicario assoldato inizialmente per uccidere la compagna di Heller e che gli si rivolterà contro ed infine affronterà direttamente Heller che si renderà conto della sua reale missione di sabotaggio.
Nel frattempo durante le sue investigazioni Heller scopre che la Terra è nella morsa di una vasta organizzazione che cospira segretamente e che è guidata dalla famiglia Rockecenter e dalla loro multinazionale. Delbert John Rockecenter (Nel libro molti personaggi terrestri sono la parodia di persone realmente esistenti, in questo caso "John Davison Rockefeller") è un miliardario del petrolio che mira a dominare la popolazione terrestre tramite l'uso di droghe e del rock & roll, in particolare la seconda è una arma che contribuisce in modo determinante alla diffusione delle deviazioni sessuali, su tutte l'omosessualità.
I tentativi di Heller di scoprire e contrastare il progetto di dominio di Rockecenter lo rende un bersaglio anche della potente famiglia terrestre, che ingaggia lo psichiatra pazzo e idealista J. Walter Madison per distruggere la reputazione dell'inviato della Confederazione Voltar. Madison è un genio della comunicazione sui mass media ed inizia una campagna denigratoria che riesce a rendere vani gli sforzi di Heller di salvare il pianeta. Fortunatamente la situazione migliora con l'arrivo sulla terra della Contessa Kark, compagna di Heller, e ad una alleanza transitoria con la mafia.
Dopo una serie di eventi catastrofici come la caduta di un meteorite di ghiaccio sull'Unione Sovietica che rende le riserve di petrolio del pianeta radioattive, e la formazione di un buco nero nell'orbita del pianeta terra che consente a Heller di sviluppare un dispositivo in grado di produrre energia libera in tutto il mondo, Heller torna a Voltar con le prove della cospirazione di Lombar Hisst. Tuttavia Hisst e Madison non vengono arrestati ma sono scomparsi, riappariranno tempo dopo per tentare una invasione militare e scatenare una guerra galattica.
Dopo la sconfitta di Hisst e Madison viene messa in piedi una massiccia operazione di cover-up e qualsiasi riferimento al pianeta Terra viene cancellato, lo stesso pianeta viene cancellato dalle carte stellari.

## Volumi
- The Invaders Plan, ottobre 1985. 559 pagine

Gli invasori tramano, Milano, New era publications, 1988. ISBN 88-85917-07-0.
- Black Genesis, marzo 1986. 431 pagine

Genesi nera, Milano, New era publications, 1988. ISBN 88-85917-04-6.
- The Enemy Within, aprile 1986. 393 pagine

Il nemico è fra noi, Milano, New era publications, 1989. ISBN 88-85917-03-8.
- An Alien Affair, luglio 1986. 329 pagine

Passione aliena, Milano, New era publications, 1994. ISBN 88-85917-23-2.
- Fortune of Fear, ottobre 1986. 329 pagine

Ricchezza e terrore, Milano, New era publications, 1994. ISBN 88-85917-29-1.
- Death Quest, gennaio 1987. 490 pagine

Caccia mortale, Milano, New era publications, 1994. ISBN 88-85917-31-3.
- Voyage of Vengeance, maggio 1987. 381 pagine

Viaggio di vendetta, Milano, New era publications, 1994. ISBN 88-85917-32-1.
- Disaster, luglio 1987. 337 pagine

Disastro, Milano, New era publications, 1996. ISBN 88-85917-35-6.
- Villainy Victorious, settembre 1987. 410 pagine

L'infamia trionfa, Milano, New era publications, 1998. ISBN 88-85917-53-4.
- The Doomed Planet, novembre 1987. 333 pagine

Il pianeta condannato, Milano, New era publications, 1998. ISBN 88-85917-57-7.
Il conteggio delle pagine dell'intera opera arriva a 3.992 pagine.

## Critica
La The Encyclopedia of Science Fiction descrive la saga come "whose farcical overemphases fail to disguise an overblown tale that would have been more at home in the dawn of pulp magazines."  Secondo gran parte dei critici al momento della pubblicazione Battaglia per la Terra era considerato un testo migliore, sebbene non ebbe un grande plauso dalla stessa critica.
I libri tuttavia ottennero diverse recensioni positive anche in alcuni articoli di giornale a cura di autori di fantascienza affermati tra cui Orson Scott Card e A. E. van Vogt.
Il New York Times recensì il primo volume descrivendolo come "...una lenta e paralizzante avventura animata da deviazioni sessuali, parodie e omosessuali effeminati pieno di deroghe alla grammatica...".
Nel suo saggio L. Ron Hubbard and Scientology lo scrittore Marco Frenschkowski della Università Johannes Gutenberg di Magonza descrive la serie di Missione Terra:
La satira non è umoristica, bensì pungente e dura, il che rende il testo non semplice da leggere. Hubbard aveva perso il contatto con le tecniche narrative scrivendo esattamente come scriveva 40 anni prima. Letta come un'opera di intrattenimento Missione Terra è deludente: essa non intrattiene. Molte delle scene (soprattutto quelle che descrivono sesso) sono incredibilmente grottesche, non in senso pornografico, ma aggrediscono violentemente il moderno modo di pensare americano. I romanzi di Missione Terra sono un crudo e sovversivo attacco alla società americana degli anni '80 e non ebbero nessuna attenzione anche se forse un po' l'avrebbero meritata. Ci sono dei personaggi interessanti se visti con un approccio decostruzionistico. Gli ultimi undici romanzi di Hubbard non sono propaganda per Scientology ma hanno diversi punti in comune con la religione, primo tra tutti la fortissima opposizione alla psicologia e alla psichiatria, viste come principali fonti del male. Tutte le allusioni a scientology vengono accuratamente evitate ma a livello letterario il tentativo di usare suspense e humor non ha il successo che avevano i primi racconti di Hubbard, tuttavia i libri ci dicono qualcosa sulla complessa personalità dell'autore.

### Censura
Nel 1991 l'amministrazione cittadina di Dalton in Georgia tentò di far rimuovere la serie di Missione Terra dalle sue biblioteche pubbliche, adducendo come motivazione il fatto che i libri contenevano ripetuti passaggi intollerabili riguardanti sadomasochismo, omosessualità, necromanzia, omicidi e altre perversioni. Tuttavia il tentativo non ebbe successo.